# 宮崎市立穆佐小学校
宮崎市立穆佐小学校（みやざきしりつ むかさしょうがっこう）は、宮崎県宮崎市高岡町小山田にある公立の小学校。

## 概要
歴史
江戸時代に創立された藩校（創立年は不詳）「明堂館」を源流とし、1873年（明治6年）に「穆佐小学校」となった。現校名となったのは2006年（平成18年）。2023年（令和5年）には創立150年を迎えた。
校章
桜の花弁を背景にして、中央に校名の頭文字である「穆」の文字を配している。
校歌
1969年（昭和44年）制定。作詞は星崎文子、作曲は塚元士郎による。歌詞は3番まであり、各番の歌詞中に校名の「穆佐小」が登場する。
通学区域
宮崎市高岡町のうち「小山田・上倉永・下倉永・花見（一部）」。中学校区は宮崎市立高岡中学校。

## 沿革
前史
- 年月日不詳（江戸時代）- 藩校「明堂館」が創立。1867年（慶応3年）頃の児童数は40名あまり。
- 1869年（明治2年）10月 - 明堂館があった場所で寺小屋式の教育を開始。後に「穆佐郷校」となる。

正史
- 1873年（明治6年）10月 - 前年の学制頒布により、穆佐郷校を「穆佐小学校」と改称。
- 1877年（明治10年）4月 - 西南の役により、廃校。
- 1879年（明治12年）4月 - 学校が再興される。
- 1886年（明治19年）4月 - 旧藩の蔵を改築の上、校舎とする。小学校令施行により、尋常科（4年制）を設置の上、「尋常穆佐小学校」に改称。
- 1889年（明治22年）5月1日 - 町村制の施行により、東諸県郡1町（宮水流）3村（小山田、上倉永、下倉永）が合併の上、東諸県郡「穆佐村」が発足。
- 1892年（明治25年）4月 - 「穆佐尋常小学校」に改称。
- 1894年（明治27年）5月 - 中央校舎が完成。
- 1899年（明治32年）4月 - 高等科（4年制）を併置の上、「穆佐尋常高等小学校」に改称。村役場の一部を借用の上、校舎とする。
- 1906年（明治39年）4月 - 西校舎を東方に移築。
- 1908年（明治41年）4月 - 改正小学校令により、尋常科の修業年限（義務教育年限）が4年制から6年制に改められる。
- 1909年（明治42年）3月 - 南校舎を増築。
- 1910年（明治43年）
  - 3月 - 運動場を拡張。
  - 10月17日 - 10月17日を創立記念日に制定。
- 1927年（昭和2年）3月 - 西校舎を増築。
- 1934年（昭和9年）3月 - 北校舎が完成。
- 1941年（昭和16年）4月1日 - 国民学校令施行により、「穆佐村穆佐国民学校」と改称。尋常科を初等科に改める。
- 1944年（昭和19年）10月 - 沖縄県からの疎開児童47名を受け入れる。
- 1947年（昭和22年）- 学制改革が行われる（六・三制の実施）。
  - 4月1日 - 国民学校初等科は、新制小学校「穆佐村立穆佐小学校」に改組・改称。
  - 5月8日 - 国民学校高等科は、青年学校普通科とともに、新制中学校「穆佐村立穆佐中学校」に改組・改称。
- 1951年（昭和26年）- 1909年（明治42年）完成の南校舎が全壊。
- 1952年（昭和27年）
  - 5月 - 南校舎を改築。
  - 10月 - 運動場を拡張。
- 1954年（昭和29年）9月 - 台風のため校舎が浸水。多大な被害を受ける。
- 1955年（昭和30年）4月 - 高岡町との合併により、「高岡町立穆佐小学校」と改称。
- 1956年（昭和31年）4月 - 運動場西側に高木兼寛（穆佐村出身で「ビタミンの父」と呼ばれる）の顕彰碑を建立。
- 1958年（昭和33年）4月 - 1906年（明治39年）完成の東校舎を解体の上、応接室・給食調理室等を新築。
- 1959年（昭和34年）12月 - 完全給食を開始。
- 1969年（昭和44年）1月 - 校歌を制定。
- 1970年（昭和45年）2月 - 鉄骨造2階建て新校舎が完成。
- 1971年（昭和46年）1月 - 西校舎（特別教室）が完成。
- 1972年（昭和47年）1月 - 体育館とプールが完成。
- 1974年（昭和49年）4月 - 内之八重地区児童8名が田野町立田野小学校から転入。スクールバスの運行を開始。
  - 高岡町立穆佐中学校の閉校により、中学校区が高岡町立高岡中学校に変更となる。
- 1976年（昭和51年）1月 - 高木兼寛の胸像を設置。
- 1977年（昭和52年）7月 - 運動場の芝張りを実施。
- 1986年（昭和61年）2月 - 鉄筋コンクリート造2階建ての新校舎が完成。
- 1992年（平成4年）11月 - シンガポール少年少女使節団が来校。
- 1999年（平成11年）
  - 7月 - 大韓民国報恩郡6年生が来校。
  - 9月 - 高木兼寛 生誕150周年記念行事を開催。
  - 12月 - 新プールが完成。
- 2005年（平成17年）9月 - 台風により、床上浸水（約2m）で甚大な被害を受ける。
- 2006年（平成18年）1月1日 - 宮崎市と合併し、「宮崎市立穆佐小学校」（現校名）となる。
- 2009年（平成21年）3月 - 校舎バリアフリー工事が完了。
- 2011年（平成23年）9月 - 新校舎が完成し、移転を完了。

## 交通アクセス
最寄りの鉄道駅
- JR九州 日豊本線 「宮崎駅」

最寄りのバス停留所
- 宮崎交通バス（宮交バス）「穆佐郵便局前」バス停留所

最寄りの幹線道路
- 宮崎県道28号日南高岡線・宮崎県道352号佐土原停車場線「宮崎市麓」交差点

## 周辺
- 宮崎市役所 穆佐出張所
- 穆佐郵便局
- 宮崎市穆佐体育館
- 穆佐保育園
- 穆佐城跡
- 大淀川